# 후지역
후지역(일본어: 富士駅、ふじえき 후지에키[*])은 일본 시즈오카현 후지시에 있는 도카이 여객철도·일본화물철도의 철도역이다. 일본화물철도가 관리하는 화물 시설이 갖추어져 있다.
특급 후지카와, 침대특급 선라이즈 이즈모·선라이즈 세토가 정차한다.

## 역 구조
3면 6선 구조의 지상역이다. 북쪽에서부터 1번선, 2번선 순으로 번호가 정해져 있다. 역사는 1·2번선 승강장과 3·4번선 승강장 사이에 선상 구조로 지어져 있다.
역장과 역무원이 배치된 직영역으로, 후지 시 안에 있는 히가시타고노우라역과 요시와라역을 관리한다.

### 승강장
| 1·2 | ■ 미노부 선     | -    | 미노부 · 고후 방면       | (일부 보통 열차는 3번선 사용)    |
| 3·4 | ■ 도카이도 본선 | 상행 | 누마즈 · 아타미 방면     | (일부 후지 역 시발 열차는 6번선) |
| 5·6 | ■ 도카이도 본선 | 하행 | 시즈오카 · 하마마쓰 방면 | -                                |

후지카와는 2번 승강장을 사용하고 있다.

## 역세권 정보
- 도카이도 신칸센 신후지 역 (버스로 연계)

## 역사
- 1909년 4월 21일 - 일본국유철도 도카이도 본선의 역으로 개업.
- 1913년 7월 20일 - 후지미노부 철도의 노선 (지금의 미노부 선)이 개통하여 환승역이 되었다.
- 1941년 5월 1일 - 후지미노부 철도가 국유화되었다.
- 1987년 4월 1일 - 민영화에 따라 도카이 여객철도의 소속이 되었다.
- 2008년 3월 1일 - TOICA의 사용이 개시되었다.

## 인접역
| 도카이 여객철도 도카이도 본선 | 도카이 여객철도 도카이도 본선 | 도카이 여객철도 도카이도 본선   |
| ----------------------------- | ----------------------------- | ------------------------------- |
| 요시와라 아타미 방면          | ■ 도카이도 본선               | 후지카와 시즈오카·하마마쓰 방면 |
| 도카이 여객철도 미노부 선     |                               |                                 |
| 시·종착역                     | ■ 미노부 선                   | 유노키 고후 방면                |